# Cesara
Cesara là một đô thị ở tỉnh Verbano-Cusio-Ossola trong vùng Piedmont, có cự ly khoảng 100 km về phía đông bắc của Torino và khoảng 15 km southvề phía tây của Verbania. Tại thời điểm ngày 31 tháng 12 năm 2004, đô thị này có dân số 617 người và diện tích là 11,3 km².
Đô thị Cesara có các frazioni (đơn vị cấp dưới, chủ yếu là các làng) Colma, Grassona, và Egro.
Cesara giáp các đô thị: Arola, Civiasco, Madonna del Sasso, Nonio, Pella, Varallo Sesia.